# Hippuritida
Hippuritoida · Rudistes
Ordre
Les Hippuritida (ou, en français, les rudistes, du latin « rudis », rude) sont un ordre fossile de mollusques marins fixés, ayant vécu durant l'ère Mésozoïque. Il s'agissait de bivalves, comme l'huître ou la moule, mais à coquille longue et épaisse (plusieurs dizaines de centimètres) présentant une forte asymétrie entre les valves : l'inférieure, fixée au substrat, est conique et peut prendre des formes diverses selon les familles (hélices, cônes droits, cornes de béliers…) ; la supérieure, le plus souvent discoïdale, sert d'opercule. En outre, les deux valves présentent des crêtes internes sur lesquelles s'inséraient les muscles de l'animal.

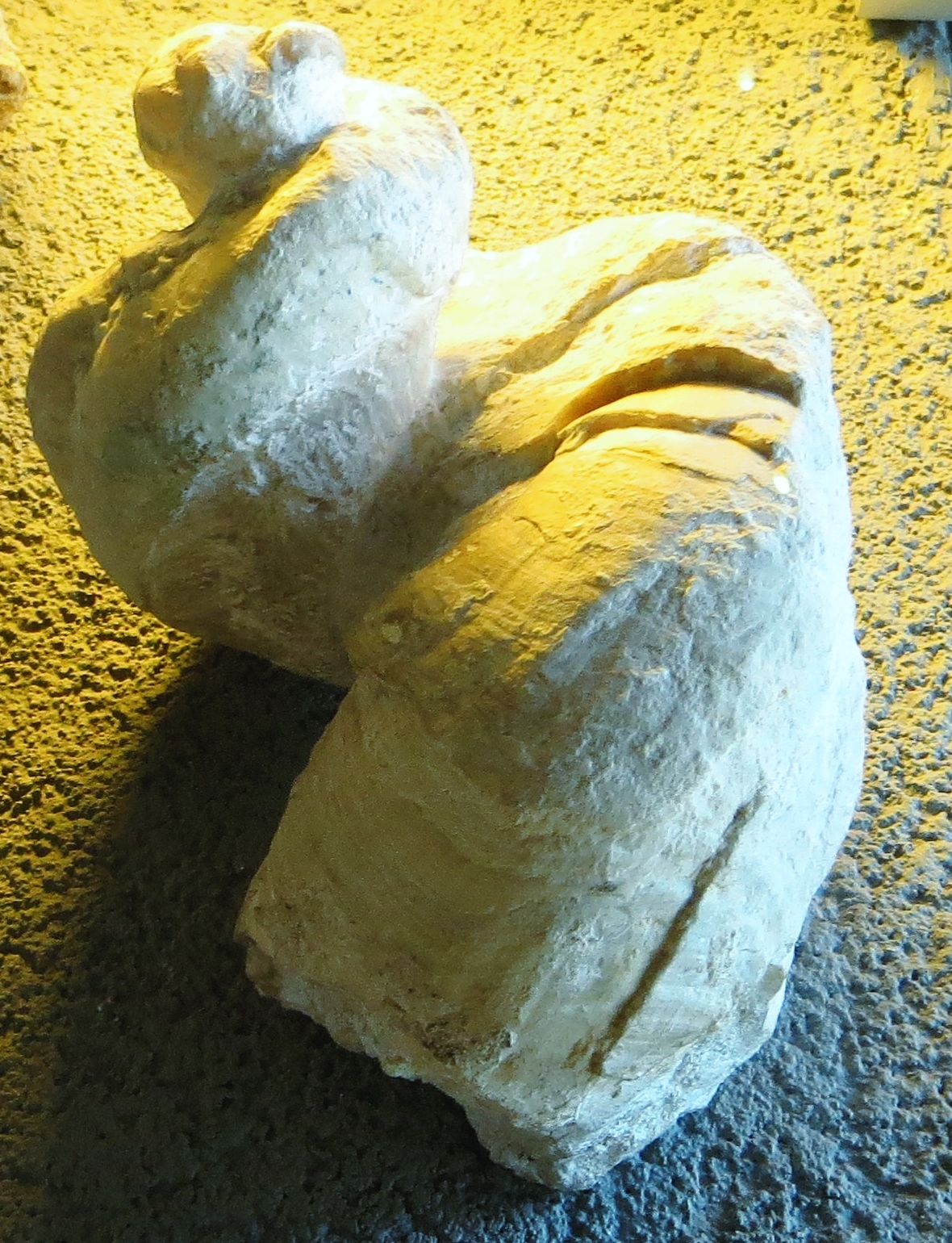
Rudiste spiralé.

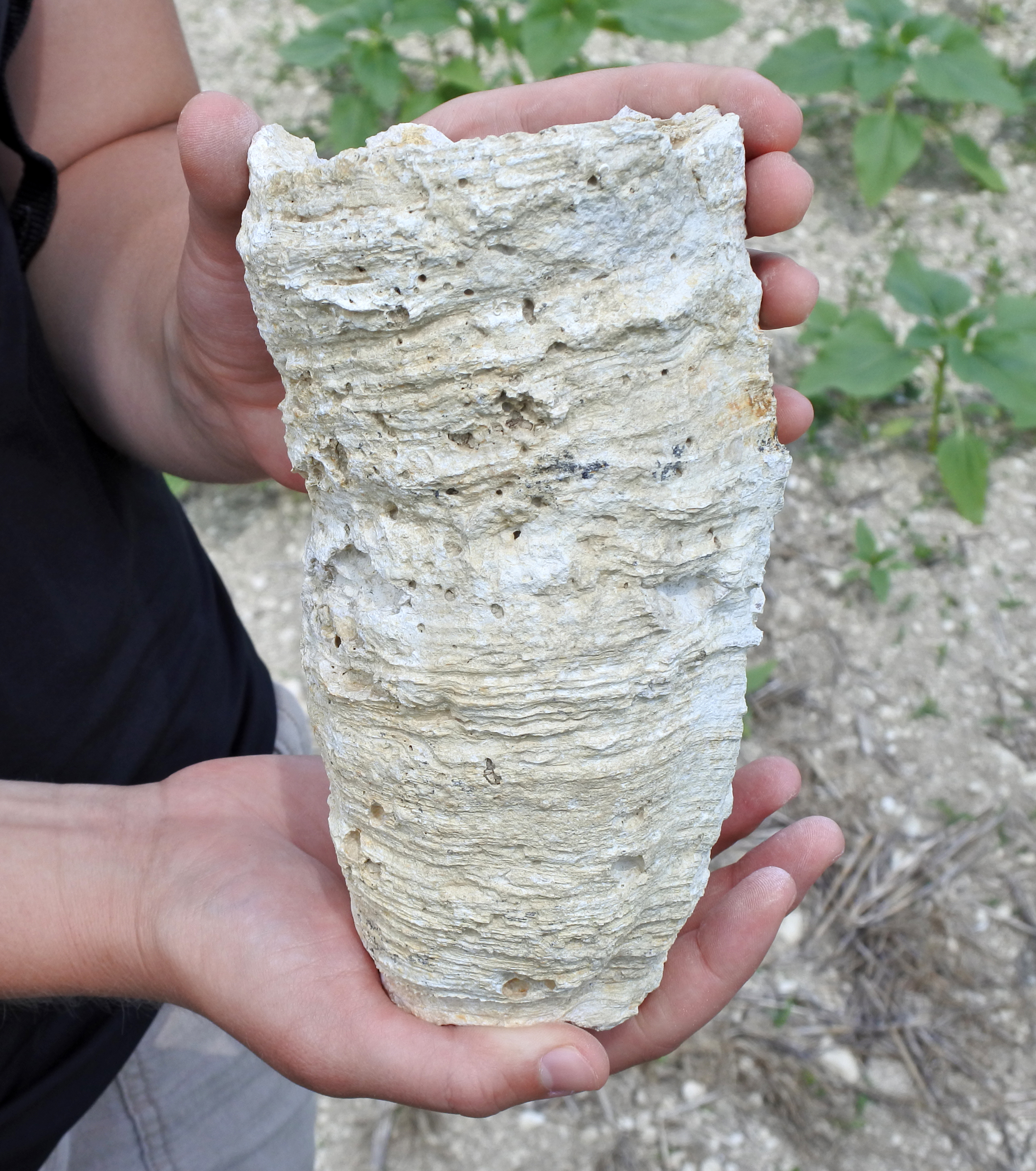
Rudiste conique de l'Eyraud-Crempse-Maurens.

## Historique
L'ordre des Hippuritoida est décrit en 1965 par le paléontologue américain Norman Dennis Newell (1909-2005),.

### Synonymes
Selon Paleobiology Database en 2025, cet ordre Hippuritida a un synonyme Hippuritoida.

## Répartition stratigraphique
Leur répartition stratigraphique s'étend du Jurassique supérieur (Oxfordien) au Crétacé terminal (Maastrichtien). Ce sont des fossiles de faciès, car en tant qu'organismes ayant contribué à leur bioconstruction, ils indiquent un ancien milieu récifal. Bien qu'ils soient d'assez mauvais fossiles stratigraphiques car non particuliers à un étage, ils jouaient un rôle important dans la fixation du carbonate de calcium dissout en formant de véritables récifs. Ils sont donc à l'origine de la formation de roches calcaires (rôle pétrogénétique) et les géologues parlent de « calcaires à rudistes », par exemple les « calcaires à Diceras » du faciès Urgonien.

## Paléoécologie
Certains rudistes sont solitaires mais la plupart s'édifiaient en colonies formant des constructions que l'on nomme biohermes. Le démantèlement, le remaniement et la re-sédimentation des fragments de ceux-ci constituent des biostromes. L'espèce  Hippurites socialis en est l'illustration parfaite.
Ces bivalves, à l'instar des coraux, étaient, à l'instar de la majorité des lamellibranches actuels, des organismes filtreurs d'eau chaude et peu profonde, mais la question de leur alimentation n'est pas tranchée. Selon le principe de l'actualisme, une théorie suggère que ces organismes auraient pu, comme les coraux qui les ont supplantés à l'heure actuelle, être symbiotiques d'algues unicellulaires (dinoflagellés) comme les zooxanthelles, dont l'activité photosynthétique produit de l'oxygène et des hydrates de carbone nutritifs.
La présence de dasycladales, algues souvent associées aux rudistes, suggère une symbiose proche de celle des coraux et des zooxanthelles. Si tel est bien le cas, la profondeur de l'habitat ne devait pas dépasser 15 mètres, les rudistes exigeant des eaux turbides et bien oxygénées mais devant faire face à des exondations lors de grandes marées. Cependant des découvertes récentes mettent au jour l'existence d'espèces de rudistes vivant en eau plus profondes. Pour ces quelques espèces au moins, il est peu probable qu'elles aient pu se nourrir de activité photosynthétique des dasycladales dont la présence n'est donc pas une preuve irréfutable de symbiose.
Les récifs actuels constituent des milieux très oligotrophes (pauvres en nutriments), et les coraux y trouvent dans l'activité photosynthétique de leurs symbiotes la majeure partie de leurs apports trophiques. Un des arguments proposé à la théorie de la symbiose entre rudistes et dasycladales est l'existence d'associations similaires entre des zooxanthelles et des lamellibranches actuels : les bénitiers (genre Tridacna), qui peuplent eux aussi ces milieux récifaux.

## Extinction
Comme nombre d'autres organismes terrestres ou aquatiques du Mésozoïque, tels les dinosaures non-aviens ou les ammonites, les rudistes disparaissent totalement à la fin du Maastrichtien, il y a environ 66 Ma (millions d'années) lors d'une crise biologique de grande ampleur nommée « crise KT » ou extinction du Crétacé.

## Histoire
Les fossiles de rudistes furent décrits pour la première fois par Philippe-Isidore Picot de Lapeyrouse dans la commune de Rennes-les-bains dans les Corbières en 1781, dans la « montagne des Cornes ». Cette description est faite dans l'ouvrage intitulé Description de plusieurs nouvelles espèces d'orthocératites et d'ostracites. Moore, Lalicker et Fischer dans leur Invertebrate Fossils de 1952 classent les Rudistes dans l'ordre des Pachydonta.

## Classification
La classification varie selon les époques et les écoles. En mai 2010, une nouvelle taxonomie des bivalves est publiée dans le périodique « Malacologia » et depuis lors, l'ordre des Rudistes est nommé Hippuritoida, de la sous-classe des Heterodonta : c'est ainsi qu'ils figurent dans la taxonomie adoptée par le WoRMS. Peter W. Skelton propose en 2013 :

### Sous-ordre Requieniidina
- Superfamille Requienioidea
  - Famille Epiidiceratidae
  - Famille Requieniidae
    - Sous-famille Requieniinae
      - Genre Requienia

    - Sous-famille Matheroniinae
      - Genre Toucasia[7],[8],[9]

### Sous-ordre Radiolitidina
- Superfamille Radiolitoidea
  - Famille Caprinulidae
  - Famille Caprotinidae
  - Famille Diceratidae
  - Famille Hippuritidae
  - Famille Monopleuridae
  - Famille Plagioptychidae
  - Famille Polyconitidae
  - Famille Radiolitidae
  - Famille Trechmanellidae

- Superfamille Caprinoidea
  - Famille Antillocaprinidae
  - Famille Caprinidae
  - Famille Caprinuloideidae
  - Famille Ichthyosarcolitidae

### Publication orighinale
- [1965] (en) Norman Dennis Newell, « Classification of the Bivalvia », American Museum Novitates, vol. 2206,‎ 1965, p. 1-25.